# Монтегю-Натан, Монтегю
Монтегю Монтегю-Натан (англ. Montagu Montagu-Nathan; 17 сентября 1877, Банбери — 15 ноября 1958, Лондон) — британский музыковед

, специалист по русской музыке.

## Биография
Получил музыкальное образование как скрипач у Эжена Изаи в Брюссельской консерватории, Гуго Хеермана в Консерватории Хоха и Августа Вильгельми в Лондоне; во Франкфурте-на-Майне изучал также композицию у Ивана Кнорра и камерный ансамбль — у Хуго Беккера. В 1900—1905 годах преподавал и концертировал в Белфасте и Лидсе. Увлёкшись русской музыкой, выучил русский язык и посвятил себя изучению и пропаганде русской музыкальной культуры.
Опубликовал очерки биографии и творчества М. И. Глинки, Н. А. Римского-Корсакова, М. П. Мусоргского (все — 1916), подробный очерк «Современные русские композиторы» (англ. Contemporary Russian composers; 1917, переиздание 1970) с главами о Скрябине, Глазунове, Стравинском, Рахманинове, Ребикове, Танееве, Метнере, Черепнине и Гречанинове (и более короткими главками о Глиэре, Василенко, Катуаре, Прокофьеве, Мясковском, Гнесине, Н. Рославце, В. Сенилове и Ф. Акименко) а также «Справочник по фортепианным сочинениям А. Скрябина», увенчав своё исследование русской музыки второй половины XIX — начала XX века фундаментальным обзором «История русской музыки» (англ. A history of Russian music; 1918, переиздание 1973). Симпатии Монтегю-Натана находились на стороне «национальной школы» в русской музыке в ущерб Чайковскому, в личности которого, по его мнению, недостаёт многих русских черт.
В дальнейшем продолжал публиковать статьи о русской музыке, а иногда и о русской литературе — в том числе «Чем обязан Пушкин английской литературе» (англ. Pushkin's Debt to English Literature; 1953). Занимался также историей балета (выпустив, в частности, в 1932 году книгу о Мари Камарго и основав в Великобритании Общество Камарго для изучения балета).